# 松本助義
松本 助義（まつもと すけよし、生年不詳 - 慶長5年10月11日（1600年11月16日））は、戦国時代から安土桃山時代の越後国の武将、上杉氏の家臣。通称・信濃、伊賀守、大炊助。
信濃国松本の出身とされる。上杉景勝に仕え、越後時代には荻城番を務めた。会津移封後は米沢の小国城代となり、3000石を領した。後、加増を受けて庄内の尾浦城代となり、3200石を領した。
慶長5年（1600年）最上氏の先導による一揆軍に攻められ、防戦したが子の猪兵衛と共に戦死した。
その後松本氏の名跡は、直江氏の一族である松本高次が継いだ。